# Bandian Neyba Condé
Pour les articles homonymes, voir Condé.
Bandian Neyba Condé est un député et homme politique guinéen.
Député uninominal de la circonscription de Kouroussa mars 2020 au 5 septembre 2021.

## Biographie
Député uninominal de la commune de Kouroussa de 2020 en 2021 de la dernier législation de mars 2020. Il est membre de la commission éducation de la 9eme législative de la république de Guinée sous la présidence Alpha Condé,.